# Fiam Italia
Fiam Italia è un'azienda italiana che opera nel settore dell'arredamento.
Fu fondata da Vittorio Livi nel 1973.

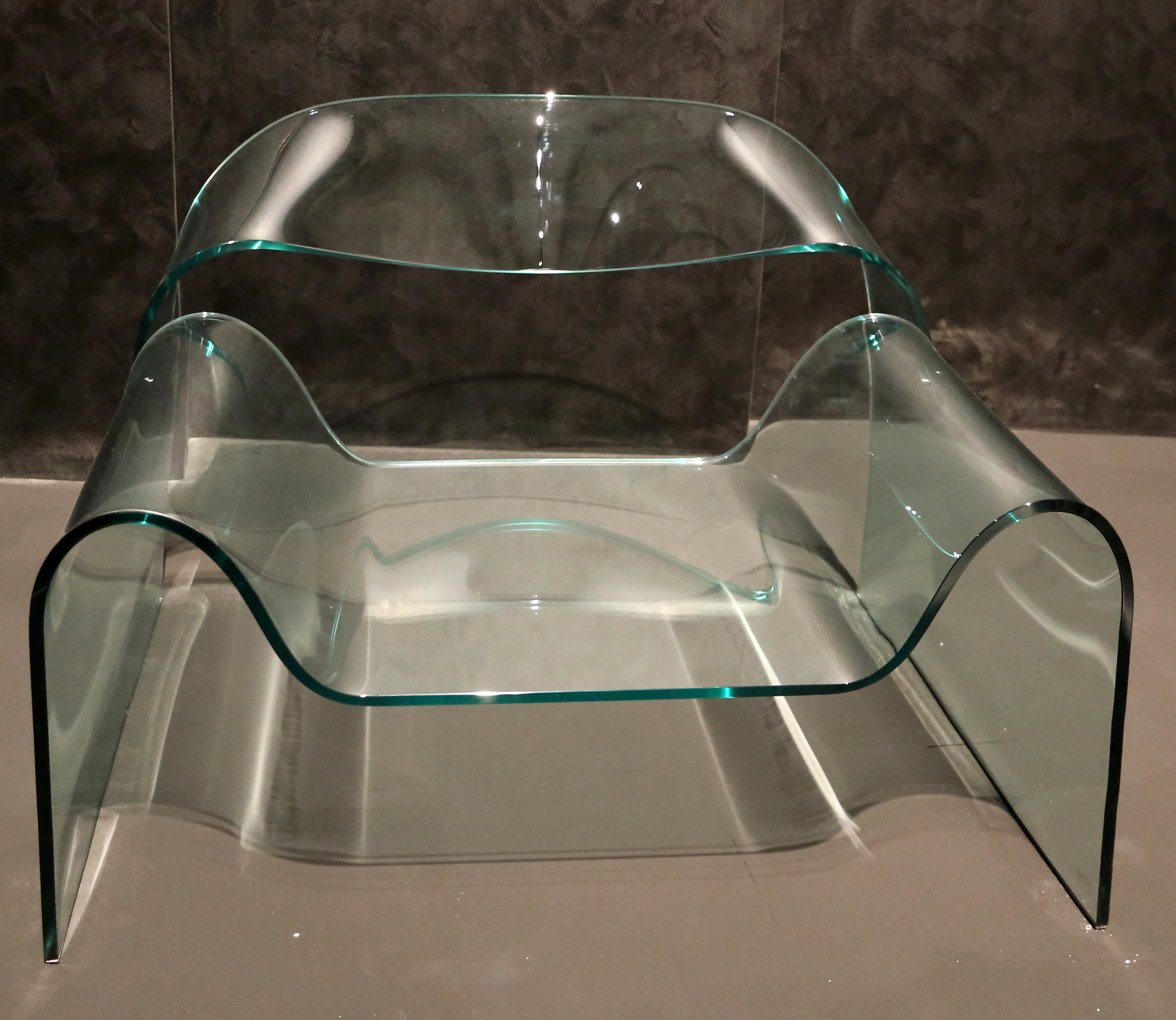
Cini Boeri e Tomu Katayanagi, poltrona ghost, in vetro curvato (1987)

## Storia
La prima azienda fu fondata da Vittorio Livi a 17 anni, la Fullet, produceva vetri colorati per l’industria del mobile. A questa seguirono Artiglass, Curvovetro, Cromoglass e Vellutart.
Dalla Fusione di alcune di queste aziende, nel 1973 nasce FIAM, la prima azienda che realizza elementi d’arredo in vetro curvato.

## Prodotti
Tra i prodotti realizzati dall'azienda vi è la poltrona «Ghost», ideata e progettata da Cini Boeri e Tomu Katayanagi; è la prima poltrona monolitica realizzata da un unico foglio di vetro. Venne esposta alla Triennale di Milano e al Corning Museum of Glass di New York.
La scultura "Tavole della Legge" di Emilio Isgrò, invece, viene esposta presso la Galleria Nazionale d'Arte Moderna di Roma.

## Vittorio Livi
Il suo fondatore Vittorio Livi, negli anni è stato insignito di numerosi premi, quali la nomina a Commendatore della Repubblica, la Laurea Honoris Causa dell'Università di Ancona, il Compasso D'Oro alla Carriera ADI, il premio ARTOUR-O d'Argento per il grande contributo dato all'arte, il premio Leonardo Qualità Italiana 2015 dal Comitato Leonardo.